# Bitwa pod Vegkop
Bitwa pod Vegkop – starcie zbrojne, które miało miejsce w roku 1836.
W roku 1836 miała miejsce ekspedycja Burów, na czele której stanął Andries Hendrik Potgieter. Karawana wozów skierowała się w rejon obecnej Pretorii. Po ominięciu terenów zamieszkanych przez plemiona Basuto, Burowie wyruszyli w kierunku rzeki Vaal, za którą znajdowały się ziemie plemienia Matabele (Ndebele). Po przekroczeniu rzeki i założeniu obozu, podczas nieobecności będącego na zwiadach Potgietera, Burowie stali się celem ataku 5000 wojowników Matabele, którzy zagarnęli całe bydło Burów. Większość osadników zbiegła w kierunku powracającego Potgietera. Ten ustawił kilka wozów w krąg, wewnątrz którego schronili się osadnicy. Kilkukrotne próby przełamania kręgu, podejmowane przez wojowników Matabele zakończyły się niepowodzeniem i znacznymi stratami wśród atakujących. Burowie utracili dwóch ludzi. Po bitwie Burowie wycofali się w kierunku drugiego obozu, gdzie zostali wzmocnieni nowymi siłami osadników.